# Faye-la-Vineuse
Faye-la-Vineuse é uma comuna francesa na região administrativa do Centro, no departamento Indre-et-Loire. Estende-se por uma área de 17,15 km². Em 2010 a comuna tinha 260 habitantes (densidade: 15,2 hab./km²).